# Douala
Douala is de grootste stad van Kameroen en is in economisch opzicht ook belangrijker dan de hoofdstad Yaoundé. De stad ligt in het westen van het land aan de Golf van Guinee in de provincie Littoral. Douala is een havenstad en verwerkt goederen die bestemd zijn voor Kameroen en voor de buurlanden Tsjaad en de Centraal-Afrikaanse Republiek, die zelf geen kustlijn hebben. Het is gelegen in de regio Littoral, in het departement Wouri.
De stad had in 2005, ten tijde van de laatste volkstelling, officieel 1,9 miljoen inwoners. Een schatting in 2012 geeft aan dat er ruim 2,5 miljoen mensen wonen. Door een toestroom van mensen uit het platteland is de stad sindsdien flink gegroeid. De stad is vernoemd naar het volk de Douala.
Douala is sinds 1955 de zetel van een rooms-katholiek bisdom en sinds 1982 van een aartsbisdom.

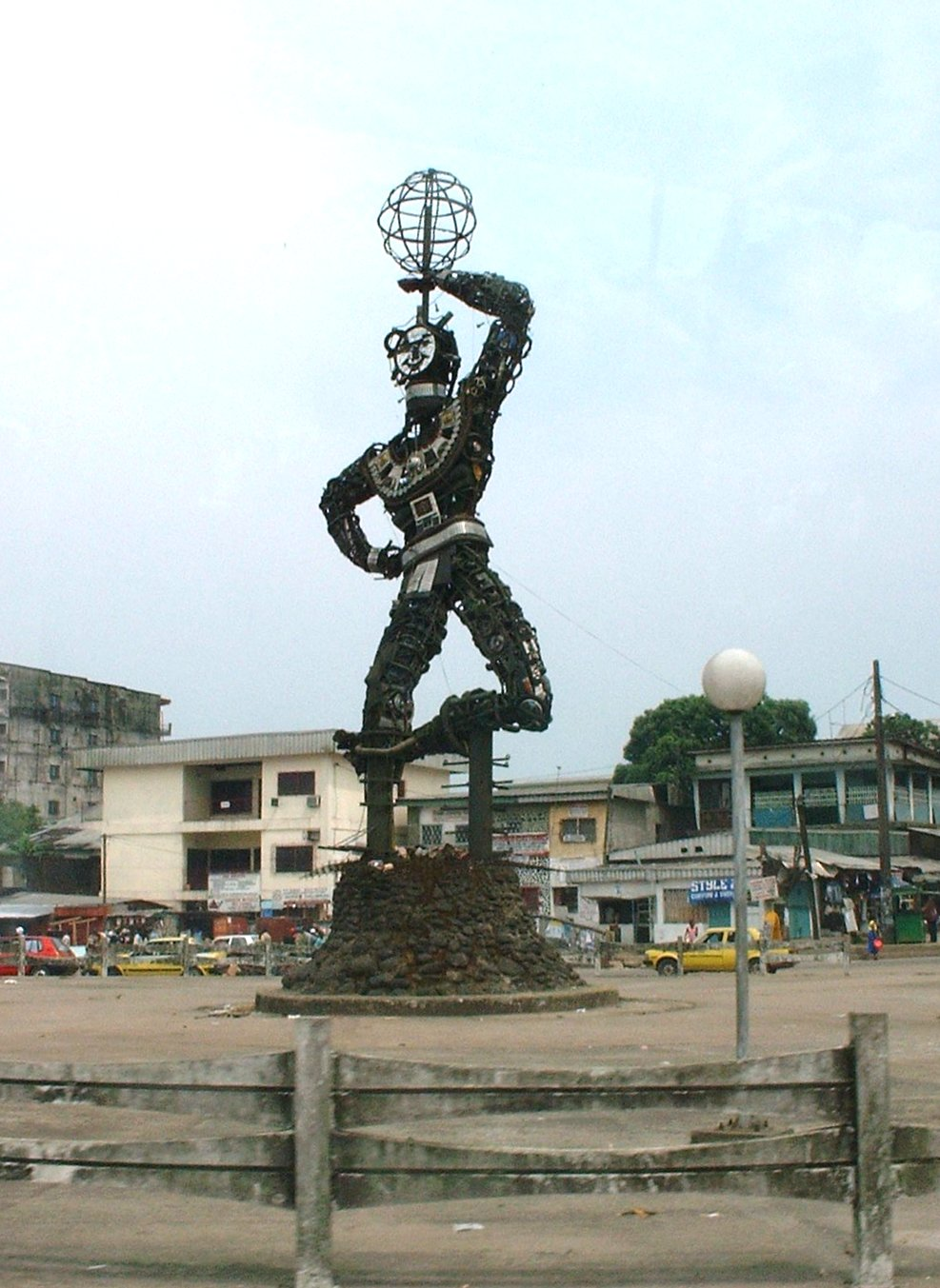
Rotonde Deïdo in Douala, beeld van de nieuwe zogenaamde vrede, genaamd Ndjoundjou (monster).
Zie ook korte video

## Geboren
- Manu Dibango (1933-2020), componist, muzikant, bandleider
- Patrick Baudry (1946), Frans ruimtevaarder
- Cyril Makanaky (1965), voetballer
- Emile Mbouh (1966), voetballer
- Ntone Edjabe (1970), dj, schrijver, journalist en uitgever
- Patrick Mboma (1970), voetballer
- Hemley Boum (1973), schrijver
- Raymond Kalla (1975), voetballer
- Pius Ndiefi (1975), voetballer
- Pierre Wome (1979), voetballer
- Jean-Alain Boumsong (1979), Frans voetballer
- Samuel Eto'o (1981), voetballer
- Thimothée Atouba (1982), voetballer
- Patrice Noukeu (1982), voetballer
- Aloys Nong (1983), voetballer
- Idriss Carlos Kameni (1984), voetballer
- Véronique Mang (1984), Frans sprintster
- Henri Bedimo (1984), voetballer
- Aurélien Chedjou (1985), voetballer
- Antoinette Nana Djimou (1985), Frans atlete
- Sébastien Siani (1986), voetballer
- Alexandre Song (1987), voetballer
- François Moubandje (1990), Zwitsers-Kameroens voetballer
- Paul-Georges Ntep (1992), Frans-Kameroens voetballer
- Ibrahim Amadou (1993), Frans-Kameroens voetballer
- Gaël Etock (1993), voetballer
- Jean-Pierre Nsame (1993), voetballer
- Franck Bambock (1995), Frans-Kameroens voetballer
- Christian Bassogog (1995), voetballer
- Wilfrid Kaptoum (1996), voetballer
- Olivier Kemen (1996), Frans-Kameroens voetballer
- Ignatius Ganago (1999), voetballer
- Carlos Baleba (2004), voetballer
- Christian Kofane (2006), voetballer